# Rivista di studi salernitani
Rivista di studi salernitani è stata una rivista pubblicata dell'Istituto Universitario di Magistero di Salerno. Il primo numero fu pubblicato nell'anno 1968. La rivista cessò le pubblicazioni dopo quattro anni nel 1971. 

## Storia
La rivista nasce nel 1968, per celebrare i venticinque anni di vita dell'Istituto Universitario di Magistero di Salerno, seconda università della Campania con cinquemila iscritti. Essa accoglie i risultati delle ricerche di docenti, assistenti e studenti laureandi di tutte le discipline studiate, dalla pedagogia, alla storia, al latino ecc. Compaiono anche articoli di studiosi italiani e stranieri estranei all'Istituto di Magistero. Non è previsto un programma editoriale vero e proprio, bensì un orientamento culturale e ideologico, in quanto i promotori della rivista intendono presentare l'attività dell'istituto universitario anche al di fuori delle aule, nella vita culturale e civile del Mezzogiorno. La rivista riceve una recensione positiva nel 1970, da parte di Paul Droulers, la quale mette in risalto lo zelo degli studi storici e delle realtà regionali descritte con oggettività e ricchezza di particolari.

## Struttura
La rivista comprende saggi, articoli, rubriche e notiziari che informano riguardo l'attività pubblica del Magistero, i convegni, le tavole rotonde, le conferenze, le inchieste e le iniziative interessanti per tutta la popolazione scolastica.

## Comitato editoriale e autori
Il comitato direttivo è composto da Gabriele De Rosa, Roberto Mazzetti, Carlo Salinari, Fulvio Tessitore e Biagio Vincenti. Si aggiungeranno nel 1969 Renzo De Felice e Gioacchino Paparelli; nel 1970 Nicola Cilento e Aldo Masullo. Il comitato direttivo dell'ultimo numero è composto solamente da tre membri: Gabriele De Rosa, Fulvio Tessitore e Gerardo Marenghi.
Il comitato di redazione è composto da Pasquale Cammarota, Antonio Cestaro, Michele Cataudella e Luigi Kalby.
Il direttore responsabile è Gabriele De Rosa.
Il segretario di redazione è Francesco Malgeri. Nel 1971 si aggiunge Ferdinando Cordova.
Tra gli autori più ricorrenti: Gabriele De Rosa, Nicola Acocella, Francesco Gabrieli, Ernesto Pontieri, Riccardo Avallone, Antonio Cestaro, Michele Cautadella, Emanuele Riverso, Luigi Gino Kalby, Giuseppe Capograssi, Augusto Placanica, Luigi Torraca.